# Andrée Damant
Pour les articles homonymes, voir Damant.
Andrée Damant, née le 20 septembre 1929 à Avignon et morte le 6 décembre 2022 à Paris, est une actrice française.

## Biographie
Andrée Damant a joué dans de nombreux spots publicitaires. Elle est aussi spécialisée dans les rôles de méridionales sympathiques, souvent Marseillaises pure souche, ce qui la conduit de temps à autre à interpréter à l'écran des personnages issus de l'univers de Marcel Pagnol[réf. nécessaire].
Dans le remake de Cigalon tourné pour la télévision en 1975 par Georges Folgoas, elle reprend avec bonhomie et truculence le rôle de Sidonie, jadis créé au grand écran par Alida Rouffe.
Son premier film au cinéma a été Ça n'arrive qu'aux autres de Nadine Trintignant en 1971.
Elle est connue des téléspectateurs pour le rôle de Julienne Vidal dans Plus belle la vie sur France 3 en 2010 et plus encore pour celui de Tata Odette qu'elle tient dans la série Scènes de ménages de 2011 à 2022.
Morte le 6 décembre 2022 à la clinique Alleray-Labrouste dans le 15e arrondissement de Paris, à l'âge de 93 ans, ses obsèques ont eu lieu le 13 décembre suivant à Villetaneuse en Seine-Saint-Denis où elle était domiciliée.

## Filmographie

### Cinéma
- 1971 : Ça n'arrive qu'aux autres de Nadine Trintignant
- 1972 : Les Tentations de Marianne de Francis Leroi
- 1973 : La Femme de Jean de Yannick Bellon
- 1975 : Docteur Françoise Gailland de Jean-Louis Bertuccelli
- 1976 : L'Amour violé de Yannick Bellon
- 1983 : Les Branchés à Saint-Tropez de Max Pécas
- 1983 : Un homme à ma taille d'Annette Carducci
- 1986 : Club de rencontres de Michel Lang
- 1986 : On se calme et on boit frais à Saint-Tropez de Max Pécas
- 1986 : Yiddish Connection de Paul Boujenah
- 1987 : Tant qu'il y aura des femmes de Didier Kaminka
- 1989 : La Gloire de mon père d'Yves Robert
- 1992 : L'Homme de ma vie de Jean-Charles Tacchella
- 1992 : Métisse de Mathieu Kassovitz
- 1993 : Grosse Fatigue de Michel Blanc
- 1994 : À cran de Solange Martin
- 1994 : Le Moulin de Daudet de Samy Pavel
- 1994 : En mai, fais ce qu'il te plaît de Pierre Grange
- 1994 : État des lieux de Jean-François Richet
- 1995 : La Haine de Mathieu Kassovitz. La dame de l’interphone
- 1995 : La Belle Verte de Coline Serreau
- 1995 : Chacun cherche son chat de Cédric Klapisch : la concierge
- 1996 : La Femme du cosmonaute de Jacques Monnet
- 1996 : Tout doit disparaître de Philippe Muyl
- 1997 : L'homme est une femme comme les autres de Jean-Jacques Zilbermann
- 1999 : Les Parasites de Philippe de Chauveron
- 1999 : Le Harem de Madame Osmane de Nadir Moknèche
- 1999 : Les Insaisissables de Christian Gion
- 2000 : Le Fabuleux Destin d'Amélie Poulain de Jean-Pierre Jeunet
- 2001 : Paris selon Moussa de Cheik Doukouré
- 2002 : Mon idole de Guillaume Canet
- 2002 : Toutes les filles sont folles de Pascale Pouzadoux
- 2003 : Ripoux 3 de Claude Zidi
- 2003 : Tout le plaisir est pour moi d'Isabelle Broué
- 2005 : Le Grand Meaulnes de Jean-Daniel Verhaeghe
- 2005 : Ne le dis à personne de Guillaume Canet
- 2006 : Mon meilleur ami de Patrice Leconte
- 2007 : 72/50 d'Armel de Lorme et Gauthier Fages de Bouteiller
- 2008 : Les Insoumis de Claude-Michel Rome
- 2008 : Comme les autres de Vincent Garenq
- 2008 : Paris Nord Sud de Franck Llopis
- 2008 : L'Emmerdeur de Francis Veber
- 2009 : Le Jour viendra (de) de Susanne Schneider (de)
- 2009 : La Sainte Victoire de François Favrat
- 2010 : La Folle Histoire d'amour de Simon Eskenazy de Jean-Jacques Zilbermann
- 2013 : Belle et Sébastien de Nicolas Vanier
- 2015 : Tu es si jolie ce soir de Jean-Pierre Mocky
- 2016 : Venise sous la neige d'Elliott Covrigaru
- 2018 : Le Gendre de ma vie de François Desagnat
- 2019 : Joyeuse retraite ! de Fabrice Bracq
- 2022 : Si loin, si proche 2 d'Aytl Jensen : Germaine O'Driscoll
- 2023 : Je ne suis pas un héros de Rudy Milstein : Mireille
- 2025 : Forever d'Aytl Jensen : Roe-Marie Wilcox

### Télévision
- 1968 : En votre âme et conscience, épisode : Les Innocents d'Eldagsen de  Claude Barma
- 1969 : L'Envolée belle de Jean Prat : Mme Cabassol
- 1972 : François Gaillard ou la vie des autres de Jacques Ertaud, épisode : Cécile et Nicolas : l'habilleuse
- 1973 : Le Maître de pension de Marcel Moussy : Fernande Cormat
- 1973 : Les Cinq Dernières Minutes : Un gros pépin dans le chasselas de Claude-Jean Bonnardot
- 1973 : La Ligne de démarcation - épisode 6 : Erretoranea (série télévisée) : Thérèse
- 1975 : Cigalon de Georges Folgoas : Sidonie
- 1977 : Les Folies Offenbach, épisode La Belle Hélène de Michel Boisrond
- 1987 : Les Enquêtes du commissaire Maigret, épisode M. Gallet décédé de Georges Ferraro
- 1989 : Les Enquêtes du commissaire Maigret, épisode L'Amoureux de Madame Maigret de James Thor
- 1991 : Cas de divorce : Louise Couture (épisode 57)
- 1993 : Les Grandes Marées : Émilie
- 1993 : Maigret, épisode Maigret et l'Homme du banc d'Étienne Périer
- 1993 : Regarde-moi quand je te quitte de Philippe de Broca : une dame
- 1995 : L'instit, épisode 4-01, Révélation, de Christian Karcher : Mamie
- 1996 : Famille de cœur de Gérard Vergez : Mme Lefort
- 1996 : Dans un grand vent de fleurs de Gérard Vergez : Lazarine Beauval
- 1998 : Laisse un peu d'amour de Zaïda Ghorab-Volta (téléfilm) : Monique
- 1999 : Tramontane de Henri Helman
- 1999 : La Femme du boulanger de Nicolas Ribowski
- 1999 : La Nuit des hulottes de Michaëla Watteaux
- 2000 : Victoire, ou la Douleur des femmes de Nadine Trintignant : la paysanne
- 2001 : L'Île bleue de Nadine Trintignant
- 2002 : Fabio Montale (épisodes Soléa, Chourmo et Total Khéops) de José Pinheiro
- 2003 : Clémence de Pascal Chaumeil
- 2004 : Fabien Cosma
- 2004 : Si c'est ça la famille de Peter Kassovitz
- 2004 : Sauveur Giordano
- 2005 : Alice Nevers, le juge est une femme
- 2006 : Le Tuteur, épisode Mission accomplie : Mme Destal
- 2007 : Le Temps des secrets et Le Temps des amours de Thierry Chabert : Eugénie Pagnol, mère de Joseph
- 2007 : RIS police scientifique
- 2010 : Plus belle la vie : Julienne Vidal
- 2010 : Fais pas ci, fais pas ça d'Alexandre Pidoux  - L'Esprit de Noël : Francine
- 2010 : À vos caisses
- 2011 - 2022 : Scènes de ménages : Tata Odette
- 2011 : Le Jour où tout a basculé (épisode Ma petite-fille a sauvé ma vie !) : Marthe
- 2012 : Le Jour où tout a basculé : (épisode Mon propriétaire veut me mettre dehors) : Mathilde
- 2012 : Si près de chez vous - épisode Les nouveaux voisins : Raymonde
- 2012 : Julie Lescaut (épisode 101) : la grand-mère paternelle de Sarah et Babou Lescaut
- 2013 : Détectives
- 2013 : Le Jour où tout a basculé : (épisode Une grand-mère envahissante) : Ginette
- 2013 : Section de recherches d'Éric Le Roux - Saison 7, épisode 4 : La Mort en héritage : Fernande Faure
- 2014 : Disparus de Thierry Binisti : Angèle
- 2015 : Le Secret d'Élise
- 2016-2017 : Serge le Mytho : Huguette
- 2017 : Candice Renoir - Saison 5 , épisode 10 (2/2) : Nicole Ganay 2017
- 2018 : Tu vivras ma fille de Gabriel Aghion : la mamie salon de coiffure
- 2021 : Les aventures d'Aytl Jensen de Aytl Jensen : Mamie Berthe

## Théâtre
- 1960 : Les Coréens de Michel Vinaver, mise en scène Gabriel Monnet, Aix-en-Provence
- 1961 : La Vie de Timon d'Athènes de William Shakespeare, mise en scène Gabriel Monnet, Comédie de Bourges, Théâtre Sarah-Bernhardt, Théâtre Montansier
- 1968 : Homme pour homme de Bertolt Brecht, mise en scène Jean-Pierre Dougnac, Théâtre du Midi
- 1983 : Cyrano de Bergerac d'Edmond Rostand mise en scène Jérôme Savary Théâtre Mogador et en tournée dans toute la France
- 1987 : En famille, on s'arrange toujours ! d'Alexandre Ostrovski, mise en scène Jacques Mauclair, Théâtre du Marais
- 2003 : Tout bascule ! d'Olivier Lejeune, mise en scène Olivier Lejeune, Théâtre de la Michodière
- 2005 : La Dette de Stefan Zweig, mise en scène Didier Long, Théâtre 14
- 2010 : La Monnaie de la pièce de Didier Caron et Roland Marchisio, mise en scène Didier Caron, Théâtre Michel
- 2010 : Au nom du fils d'Alain Cauchi, mise en scène Étienne Bierry, Théâtre de Poche Montparnasse
- 2014 : Jeux de massacre de Eugène Ionesco, mise en scène Hervé Van der Meulen, Studio-théâtre d'Asnières
- 2014 - 2015 : Jofroi d'après Jean Giono, mise en scène Jean-Claude Baudracco, tournée